# Idaea gemmaria
Idaea gemmaria là một loài bướm đêm trong họ Geometridae.